# 董铁宝
董铁宝（1917年—1968年10月18日），男，江苏武进人，中国力学家、计算数学家，曾任北京大学教授。被誉为“中国计算机之父”。
在1968年的“清理阶级队伍运动”中，他被“隔离审查”，关押在北大28楼，后自杀身亡。

## 家庭
妻子梅镇安为植物学家。